# Гујновци
Гујновци (мкд. Гујновци) су насеље у Северној Македонији, у источном делу државе. Гујновци су у саставу општине Пробиштип.

## Географија
Гујновци су смештени у источном делу Северне Македоније. Од најближег града, Пробиштипа, насеље је удаљено 13 km јужно.
Насеље Гујновци се налази у историјској области Злетово, на јужном ободу Злетовске котлине. Западно од насеља издижу се прва брда планине Манговице. Надморска висина насеља је приближно 350 метара. Источно од насеља тече Злетовска река доњим делом свог тока.
Месна клима је умерено континентална.

## Становништво
Гујновци су према последњем попису из 2002. године имали 33 становника.
Претежно становништво у насељу су етнички Македонци (100%).
Већинска вероисповест месног становништва је православље.